# Грушёвое
Грушёвое (укр. Грушове) — посёлок, относится к Краснолучскому городскому совету Луганской области Украины. Де факто с 2014 года населённый пункт контролируется Луганской Народной Республикой.

## География
Посёлок расположен на реке под названием Миусик. Соседние населённые пункты: город Петровское и посёлки Фёдоровка на северо-востоке, Урожайное, Тамара и Ивановка на востоке, Софиевский на юго-востоке, посёлки Красный Кут, Трубный, город Вахрушево (ниже по течению Миусика) на юге, Индустрия на юго-западе, Запорожье и Комендантское на западе, сёла Артёма, Давыдовка и Уткино на севере.

## Население
В январе 1989 года численность населения составляла 1553 человека.
На 1 января 2019 года численность населения составляла 834 человека

## Местный совет
94554, Луганская обл., Краснолучский горсовет, пгт. Софиевский, ул. Мира, 25